# 84e parallèle sud
Pour les articles homonymes, voir 84e parallèle.
En géographie, le 84e parallèle sud est le parallèle joignant les points de la surface de la Terre dont la latitude est égale à 84° sud.

## Géographie

### Dimensions
Dans le système géodésique WGS 84, au niveau de 84° de latitude sud, un degré de longitude équivaut à 11,675 km ; la longueur totale du parallèle est donc de 4 203 km, soit environ 10,5 % de celle de l'équateur. Il en est distant de 9 332 km et du pôle Sud de 670 km,.

### Régions traversées
Le 84e parallèle sud passe intégralement au-dessus du continent Antarctique.